# 塞納菲爾島
塞納菲爾島（阿拉伯语：‎，羅馬化：Jazīrat Ṣanafir）屬於沙烏地阿拉伯，位於蒂朗島以東的蒂朗海峽，長8.7公里、寬5.9公里，面積33平方公里，最高點海拔高度49米，島上無人居住。该岛在2016年前曾由埃及管辖。